# 1767 en droit
Cet article présente les faits marquants de l'année 1767 en droit.

## Événements
- À Milan, une commission est chargée d’examiner les rapports entre l’Église et l’État. Elle met en évidence l’ingérence du clergé dans les affaires temporelles de l’État. L’Inquisition et les tribunaux ecclésiastiques sont supprimés. Le gouvernement est chargé de la censure et une réforme du clergé régulier supprime de nombreux couvents[1].

- Janvier : mise en application du décret de Marie-Thérèse[2] préparé par le slovaque Adam Kollar réglementant les terriers (Urbarialregulation) en Hongrie : l’étendue de la tenure paysanne est redéfinie (de 15 à 30 arpents). Le droit d’usage des forêts et des prairies communes est confirmé. La corvée est réduite à 52 journées par an pour un manse et réduite à proportion de la superficie. Les charges fiscales sont limités à 20 %[3].

- 24 mars : l’assemblée de New York est suspendue par le ordre du roi du Royaume-Uni pour avoir refusé le Quartering Act à la suite des premiers incidents entre les troupes britanniques et les colons (11 août 1765)[4].

- 2 avril : pragmatique royale ordonnant l'expulsion des Jésuites du territoire espagnol (métropolitain et colonial) pour leur prétendue participation à la révolte contre Esquilache[5]. Les 5 000 Jésuites de la péninsule et des colonies sont arrêtés et embarqués de force pour Civitavecchia. Le pape Clément XIII refuse l’entrée du port aux vaisseaux espagnols et les Jésuites sont déportés en Corse[6].

- 30 mai : l’ordre d'expulsion des Jésuites arrive en Nouvelle-Espagne[7]. 2 200 jésuites sont chassés des colonies espagnoles d'Amérique[8]. Fin des missions jésuites au Paraguay où le décret arrive le 7 juin, des Guaranis et de Californie (décembre)[7].

- 29 juin : Townshend Acts imposant des droits d’importation sur le verre, le plomb, le papier et le thé dans les colonies britanniques. Le 28 octobre, une assemblée municipale établit à Boston la liste des produits britanniques à boycotter[4]. Le boycott entraîne une crise du commerce et des échanges et les ouvriers-artisans et les petits commerçants perdent leurs emplois.

- 10 août (30 juillet du calendrier julien), Russie : ouverture des travaux de la grande commission réunissant des représentants de toutes les classes de la société (à l’exclusion des serfs, 50 % de la population) pour la rédaction d’un projet de code[9]. Elle sera dissoute l’année suivante sans résultats (18 décembre 1768)[10]. L’impératrice Catherine II de Russie présente à cette occasion ses théories politiques (Montesquieu, Beccaria) à l’intention de la commission des lois dans le Nakaz (« Instruction ») et son complément publié le 8 avril 1768[11].

- 18 septembre : liberté du commerce des grains en Toscane[12]. Pierre-Léopold de Habsbourg-Lorraine, grand-duc de Toscane, applique un programme de réforme en mettant en pratique les principes des physiocrates.

- 13 octobre : Repnine, ministre de Catherine II à Varsovie, fait enlever dans la nuit les quatre principaux membres de la diète polonaise, puis fait voter des lois cardinales et matières d’État, garanties par la Russie et promulguées le 21 février 1768[13].

## Naissances
- 15 janvier : Xavier Jacquelart, jurisconsulte et professeur à l'ancienne université de Louvain  puis à l'Université d'État de Louvain († 19 novembre 1856).